# Emblème de l'Algérie
Le sceau de l'État d'Algérie est l'insigne officiel de la République algérienne qui a été adopté le 15 avril 1964. Il est utilisé pour prouver l'authenticité de certains documents au sein du gouvernement algérien, par exemple le Journal officiel de la République algérienne démocratique et populaire depuis le 19 juin 1970.

## Historique
L'emblème national est un symbole unificateur, qui a connu plusieurs évolutions au cours des révolutions populaires, durant la résistance algérienne contre le colonialisme français avant de garder sa forme actuelle. Il a un rôle en tant que symbole de la souveraineté nationale, d'autant qu'il représente les choix de l'Etat algérien à l'instar des autres symboles qui sont le Drapeau national et l'Hymne national, qui étaient nés grâce aux combats menés par le peuple algérien à travers les différentes étapes de la lutte de Libération,.
Il est mentionné dans l'article 4 de la Constitution algérienne de 1976 et dans l'article de l'actuelle Constitution algérienne de 1996 (depuis 2008 et dans la version en vigueur de 2020).

## Description
L'emblème actuel de l'Algérie se présente sous la forme d'un disque comportant à l'extérieur l'inscription suivante, « الجمهورية الجزائرية الديمقراطية الشعبية » en langue arabe : « République algérienne démocratique et populaire ».
Et à l'intérieur les symboles suivants, :
- en haut, le soleil se levant sur une montagne,
- au centre, une main d'orfèvrerie symétrique autour du majeur, les trois doigts centraux unis, les deux doigts des extrémités terminés en bec de colombe portant un rameau d’olivier,
- en bas, le croissant et l’étoile,
- à droite, l'urne électorale surmontée de trois épis différenciés et de feuilles de chêne,
- à gauche, une branche d'olivier avec fruits, superposée d’une palme et surmontée de toits et de cheminées d’usine et de derricks de forage pétroliers.

## Galerie

### Régence d'Alger

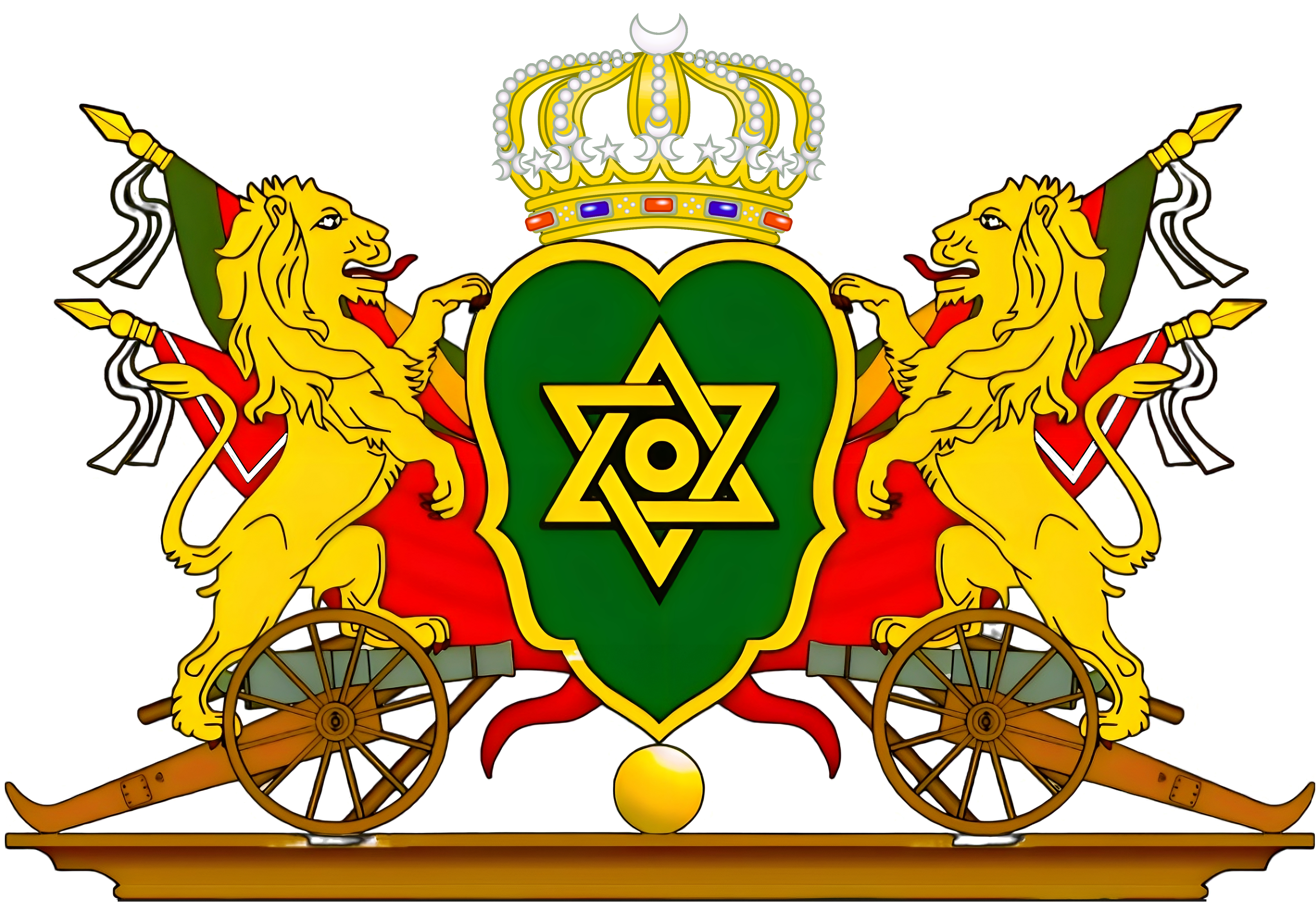
Emblème du Régence d'Alger
Armoiries mineures de la Régence d'Alger[7]

### État d'Abdelkader

Emblème de l'Émirat d'Abdelkader

### Algérie française

Armoiries de l'Algérie durant la période coloniale, composées sous le Second Empire[8].
Sceau du gouvernement général de l'Algérie datant de 1865
Sceau du gouvernement général de l'Algérie datant de  1950
Emblème du gouvernement général de l'Algérie datant de 1962

### République algérienne

Sceau du Gouvernement provisoire de la République algérienne (1958-1962).
Armoiries de l'Algérie indépendante (datant de 1962).
Emblème alternatif de l'Algérie (années 1970)[9].